# Menometrorragia
La menometrorragia è una condizione in cui il sanguinamento uterino prolungato o eccessivo si verifica in modo irregolare e più frequentemente del normale. È quindi una combinazione di metrorragia (sanguinamento irregolare) e menorragia (sanguinamento abbondante).

## Epidemiologia
La menometrorragia si verifica in una percentuale che può arrivare fino al 24% delle donne di età compresa tra 40 e 55 anni.

## Cause
Può verificarsi a causa di numerose condizioni tra cui in particolare endometriosi, fibromiomi uterini, tumori dell'utero; si associa anche a squilibrio ormonale (talvolta associato a stress o obesità), adenomiosi,  endometriosi, uso di contraccezione progestinica, disturbi della coagulazione del sangue. Nei casi di lunga data l'emorragia cronica può portare ad anemia da perdita.

## Segni e Sintomi
Non esiste una precisa definizione medica di sanguinamento uterino "anormale". In genere una donna presenta mestruazioni che si verificano ogni 28 giorni (normalità se range compreso tra 21-35 giorni) e la durata media del ciclo mestruale è di circa 5 giorni. Complessivamente la maggior parte delle donne perde meno di 80 ml di sangue per ogni ciclo mestruale. Perdite stimate di entità maggiore devono essere considerate anomale. Tuttavia più semplicemente si definisce anormale un qualsiasi sanguinamento che sia eccessivo e grave al punto di interferire con l'attività fisica, sociale o emotiva della paziente.
Un sanguinamento fuori dall'ordinario generalmente si associa al consumo di diversi tamponi o assorbenti nel giro di poche ore, al prolungarsi di emorragia per più giorni rispetto al consueto,  al verificarsi di emorragia al di fuori del solito ciclo mestruale, all'associazione con dolore addominale durante le mestruazioni, alla sensazione di astenia, debolezza, tachicardia. Queste ultime sensazioni sono segno di una probabile anemia in atto.

## Complicazioni
La principale complicanza di un sanguinamento mestruale eccessivo è rappresentata dall'anemia da perdita. 
Questa può avere un impatto significativo sulla qualità di vita della paziente comportando spesso pallore cutaneo, riduzione dell'appetito, stanchezza e facile affaticabilità, cefalea e vertigine, difficoltà respiratoria da sforzo, cardiopalmo, irritabilità, difficoltà a prendere sonno e concentrarsi.

## Diagnosi
La diagnosi è clinica ed è fatta sulla base della storia clinica. Anamnesi ed esame obiettivo sono mirati a escludere lo stato di gravidanza e un ipotetico tumore (ad esempio un cancro della cervice uterina). È d'obbligo l'esecuzione di un prelievo ematico e dosaggio della gonadotropina corionica per testare un'ipotetica gravidanza: un aborto spontaneo può infatti causare una grave emorragia che si palesa come menometrorragia. Un esame pelvico e un'ecografia ostetrica danno ulteriori indicazioni. Il pap test può evidenziare un cancro cervicale mentre un'isteroscopia (un tecnica endoscopica che permette la visualizzazione diretta della vagina, utero e canale cervicale) è spesso di aiuto nella diagnosi di endometriosi.
Altri test diagnostici possono includere la risonanza magnetica e la biopsia endometriale.

## Trattamento
La causa alla base del disturbo influenza il trattamento. 
In caso di fibromi e leiomiomi dell'utero, così come di un cancro, è indicato eseguire un intervento chirurgico di rimozione; in alternativa, per le donne che non desiderano più avere figli, è possibile eseguire un'isterectomia.
Se la causa di menometrorragia non è immediatamente evidente è possibile eseguire una prima linea di trattamento farmaceutica. 
Alcune opzioni comuni includono:
- Acido tranexamico: è una molecola con azione di inibizione del sistema della fibrinolisi, che in fase acuta aiuta a controllare il sanguinamento. Si può iniziare somministrando 1000 mg (2 fiale) diluiti in 250 cc di soluzione fisiologica.
- Pillola anticoncezionale: per regolarizzare i livelli ormonali
- Terapia progestinica: ad esempio nomegestrolo acetato, una sostanza progesteronica. In genere il dosaggio indicato è pari a 10 mg (2 cp) per almeno 20 giorni. Si deve quindi sospendere l'assunzione del farmaco e riprendere dopo 15 giorni per un ulteriore ciclo di trattamento di 10 giorni.